# Тодо Хеисуке
Тодо Хеисуке (јап. 藤堂 平助 „Tōdō Heisuke“; 1844. – 13. децембар 1867) био је јапански самурај касног Едо периода познат по томе што је био осми капетан шогунске полицијске јединице Шинсенгуми. Његово пуно име је Тодо Хеисуке Фуџивара но Јошитора.

## Кратка биографија
Веома мало података је остало о Тодовом пореклу. Сматра се да је дошао из Еда у провинцији Мусаши (данашњи Токио) као и да је био непризнат син Тодо Такајукија, једанаестог феудалног лорда округа Цу. Иако нема чврстих доказа, постоји неколико аргумената који јој иду у корист. Тодо је поседовао мач који је израдио „Казуса но суке“ Канешиге мајстор мача под покровитељством округа Цу, а такав мач би тешко могао имати један обичан ронин. Такође упоређивањем карактера у имену Јошитора (宜虎), који дели са првим лордом округа Цу Тодо Такатора (藤堂高虎) показује могућност да је Хеисука заиста могао имати породичне везе са даимјоима округа Цу мада чврсти докази и даље не постоје.
Тодо је практиковао мачевалачки стил „Хокушин Итто-рју“, али је око 1862. остало записано да је почео „да се храни“ у доџоу Кондо Исамија, Шиеикану у ком је Кондо подучавао један други мачевалачки стил „Тенен Ришин-рју“.

## Период у Шинсенгумију
Године 1863, Тодо званично постаје члан Рошигумија са Кондом и остатком чланова из Шиеикана. Након што су Шинсенгумији формирани, Тодо постаје „фукучо јокин“ (заменик вице-команданта) да би касније 1865. постао капетан осме јединице.
Као припадник јединице на високој позицији није остало тачно забележено да ли је имао улогу у убиству Серизаве Камоа, једног од првобитних командира у Шинсенгумију али је учествовао у нападу на гостионицу Икедаја 8. јула 1864. где је задобио поврену на челу.

## Смрт
Шинсенгумији су имали одређен списак правила чије се кршење кажњавало смрћу а забрана дезертирања била је једна од њих. Тодо је убијен 13. децембра 1867. током Абуракоџи афере, након што је дезертирао из јединице заједно са Итоом Кашитаром стварајући групу „Горјо Еџи“ са још неколико људи из јединице.
Судећи по Нагакури Шинпачију у својим записима о Шинсенгумијима, Кондо је хтео да поштеди Тодов живот али је убијен од стране новог члана Муире Цунесабуроа који није био упознат са околностма.